# Candezea
Candezea is een geslacht van kevers uit de familie bladkevers (Chrysomelidae).
De wetenschappelijke naam van het geslacht werd in 1879 gepubliceerd door Félicien Chapuis.

## Soorten
- Candezea atomaria Fairmaire, 1893
- Candezea bicostata Weise, 1907
- Candezea flaveola Gerstaecker, 1855
- Candezea franzkrappi Wagner & Kurtscheid, 2005
- Candezea haematura Fairmaire, 1891
- Candezea irregularis Ritsema, 1875
- Candezea occipitalis Reiche, 1847